# Ichchapuram
Ichchapuram è una suddivisione dell'India, classificata come municipality, di 32.650 abitanti, situata nel distretto di Srikakulam, nello stato federato dell'Andhra Pradesh. In base al numero di abitanti la città rientra nella classe III (da 20.000 a 49.999 persone).

## Geografia fisica
La città è situata a 19° 7' 0 N e 84° 42' 0 E e ha un'altitudine di 6 m s.l.m..

## Società

### Evoluzione demografica
Al censimento del 2001 la popolazione di Ichchapuram assommava a 32.650 persone, delle quali 15.796 maschi e 16.854 femmine. I bambini di età inferiore o uguale ai sei anni assommavano a 4.296, dei quali 2.174 maschi e 2.122 femmine. Infine, coloro che erano in grado di saper almeno leggere e scrivere erano 17.463, dei quali 10.081 maschi e 7.382 femmine.